# Ciałka chromatoforowe
Ciałka chromatoforowe – kuliste lub jajowate struktury o rozmiarach około 50-100 nm. Zawierają chlorofil bakteryjny, barwniki karotenoidowe, białka i lipidy. Powstają w wyniku wypuklania się błony cytoplazmatycznej, a nie przez podział, tak jak plastydy. Występują u bakterii fotosyntetyzujących, ponieważ są one centrami procesów fotosyntezy. Występują w komórce zwierzęcej, roślinnej jak i grzyba.